# Нова Врубліна
Нова Врубліна (пол. Nowa Wróblina) — село в Польщі, у гміні Станін Луківського повіту Люблінського воєводства.
Населення — 152 особи (2011).
У 1975-1998 роках село належало до Седлецького воєводства.

## Демографія
Демографічна структура станом на 31 березня 2011 року:
|          | Загалом | Допрацездатний вік | Працездатний вік | Постпрацездатний вік |
| -------- | ------- | ------------------ | ---------------- | -------------------- |
| Чоловіки | 70      | 18                 | 47               | 5                    |
| Жінки    | 82      | 24                 | 42               | 16                   |
| Разом    | 152     | 42                 | 89               | 21                   |